# (1331) Solvejg
(1331) Solvejg est un astéroïde de la ceinture principale.

## Description
(1331) Solvejg est un astéroïde de la ceinture principale découvert le 25 août 1933 par l'astronome russe Grigori Néouïmine à Simeis,.
Il fut nommé en référence au personnage de Solveig, héroïne de la pièce de théâtre Peer Gynt d'Henrik Ibsen (1828-1906).

## Sources

## Compléments